# Óxido de cerio(IV)
El óxido cerio(IV) o CeO2 compuesto químico formado por el calcinado del oxalato de cerio (CeO2CCO2Ce) o el hidróxido de cerio [Ce(OH)4].
El óxido de cerio(IV) pulverizado es ligeramente higroscópico, por lo que se emplea en cerámicas para sensibilizar un cristal fotosensible y pulirlo como alternativa al óxido de hierro(III) (Fe2O3). También se le conoce como el óptico rojo.
Puede tomar un color transparente a luz visible a causa de la absorción de la radiación ultravioleta que efectúa.

## Aplicaciones

### Uso como catalizador de gases en combustión
Los óxidos de cerio son usados como catalizadores para reducir las emisiones de gas de los automóviles. Cuando escasea el óxido de cerio(IV), se reduce mediante el monóxido de carbono (CO) del vehículo a óxido de cerio(III):
{\displaystyle \displaystyle \mathrm {2\ CeO_{2}+\ CO\longrightarrow \ Ce_{2}O_{3}+\ CO_{2}} }
Cuando hay un exceso de oxígeno, el proceso es invertido y el óxido de cerio(III) se convierte en óxido de cerio(IV):
{\displaystyle \displaystyle \mathrm {2\ Ce_{2}O_{3}+O_{2}\longrightarrow 4\ CeO_{2}} }
También es empleado en las paredes de hornos autolimpiadores como catalizador de hidrocarburos a altas temperaturas.

### Uso en la descomposición de agua
El ciclo óxido de cerio(III)-óxido de cerio(IV) es un ciclo termoquímico de dos pasos que permite la descomposición del agua para la obtención de hidrógeno.

### Uso en cremas solares
A causa de su absorción de la radiación ultravioleta, así como por su baja acción catalizadora, podría convertirse en un suplente del óxido de zinc (ZnO) y el dióxido de titanio (TiO) en las cremas solares. Sin embargo, sus propiedades termales catalíticas deberían disminuirse mediante la cobertura de sus partículas con silicona amorfa o con nitruro de boro.